# Aeroporto Teniente Vidal
O Aeroporto Teniente Vidal (espanhol: Aeródromo Teniente Vidal) (IATA: GXQ, ICAO: SCCY) é o menor dos dois aeroportos que servem à cidade de Coyhaique, no Chile, localizado cinco quilômetros à sudoeste da cidade. É muito utilizado por pequenos aviões para realizar viagens para a Laguna San Rafael e comunidades isoladas ao sul, enquanto a maioria dos voos comerciais utiliza o Aeroporto de Balmaceda, cinquenta quilômetros a sudeste de Coyhaique.